# Wilkierz

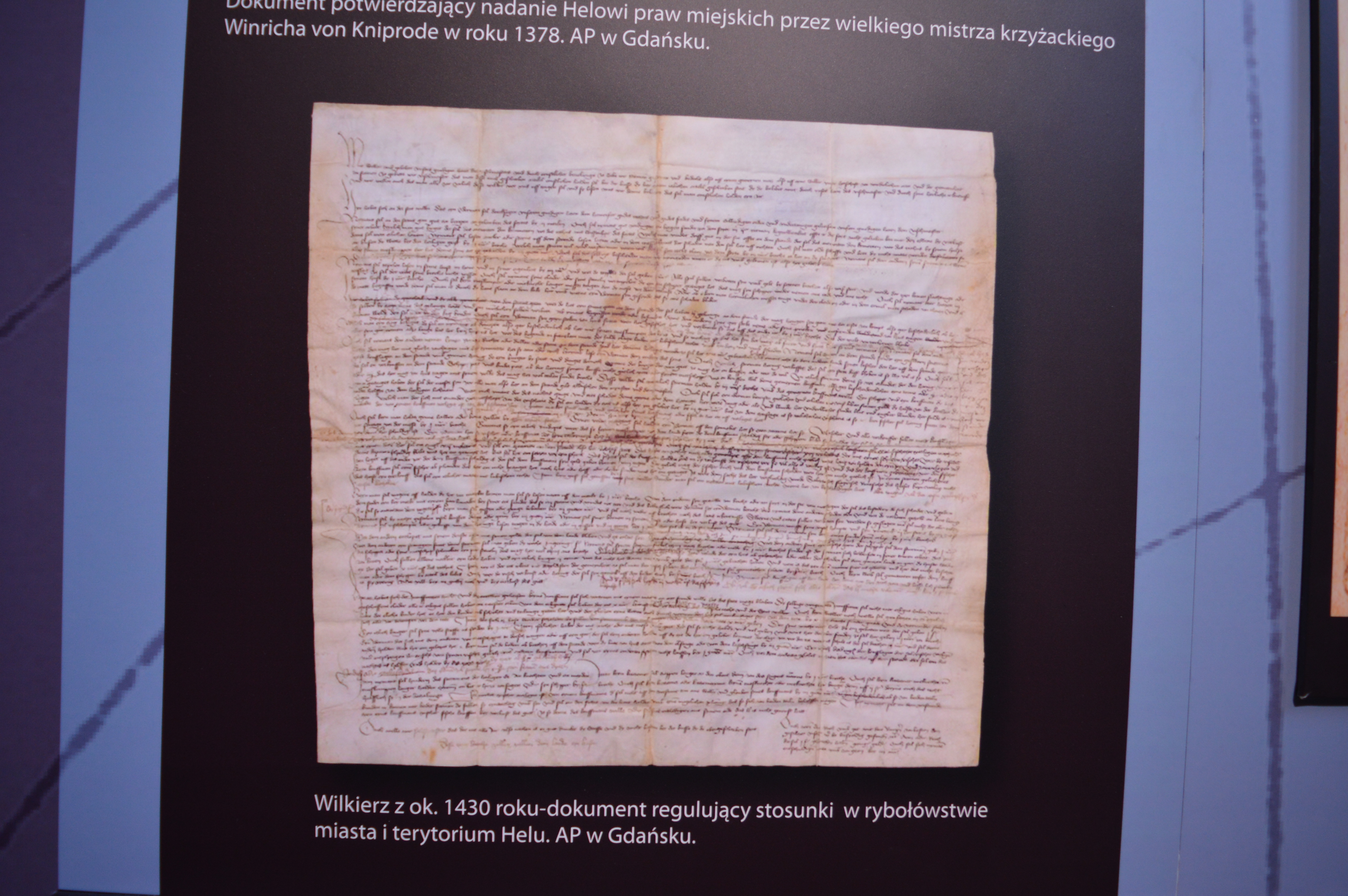
Wilkierz z Helu z około 1430 roku

Wilkierz (daw. niem. Willkür – samowola) – uchwała (lub zbiór takich uchwał) rady miejskiej w dawnej Polsce, w miastach lub wsiach lokowanych na prawie niemieckim. Wilkierze, zwane także statutami miejskimi, rada miejska wydawała samodzielnie lub przy udziale ławy sądowej, albo reprezentacji pospólstwa (złożonej ze starszych cechów).

## Charakterystyka
Wilkierze regulowały sprawy targowe, cechowe, bezpieczeństwa i porządku publicznego, a także sprawy z zakresu prawa cywilnego i karnego. W miastach królewskich wilkierze zatwierdzał król lub jego urzędnik, zaś w miastach prywatnych właściciel miasta (pan feudalny). W ten sposób prawo w każdym mieście kształtowało się w swoisty sposób. Wzorem dla miast polskich były wilkierze Magdeburga.
Wilkierze cechowe (statuty cechowe) chroniły interesy mistrzów, pogarszając pozycję czeladników. Od XIV w. stosowano wilkierze przeciwko zbytkowi (leges sumptuariae). Zakazywano w nich noszenia drogich szat, urządzania wystawnych przyjęć. Zabronione były również gry hazardowe.
Od XVI w. wilkierzami lub ordynacjami zwano również akty regulujące ustrój wsi, wydawane przez właścicieli. Analogicznie do miast niektóre zgromadzenia wiejskie mogły wydawać wilkierze, zatwierdzane przez szlachcica, uzupełniające przepisy aktu lokacyjnego.

## Wilkierze
- 1387 – wilkierz lwowski,
- 1455 – pierwszy wilkierz gdański,
- 1502 – wilkierz rady miejskiej w Kaliszu nakazujący utrzymywanie przy każdym domu sprzętu przeciwpożarowego,
- 1540 – Wilkier Gitterczwałdzki za prozbą Jego M-ci księdza Achaca kanonika warmińskiego a administratora olstińskiego od wielebnej kapituły Frąborskiej ustanowiony, potwierdzony i nadany wszystkiemu powiatu olstyńskiemu, aby dla lepszego porządku, zgody, jedności i pożytku na wsiach w artikułach niżej naznaczonych pod winą na urzędach sołtysow i radzkich był chowany i trzymany. Teraz znowu w polski język wedle starodawnego egzemplarza niemieckiego pisanego przetłumaczony i podzieleniem artikułow albo rozdziałow ozdobiony przez księdza Jakuba Tuławskiego plebana Gitterczwałdzkiego z dozwoleniem M-ci księdza Jerzego Marqurdta kanonika warmińskiego administratora olsztyńskiego w roku pańskim 1639,
- 1552 – podczas obrad w Wilnie, Król Zygmunt II August potwierdził wilkierze prawa magdeburskiego,
- 1599 – wilkierz królewskiego miasta Tczewa,
- 1676 – wilkierz starostwa gniewskiego,
- 1744 – wilkierz starostwa tucholskiego
- 1767 – wilkierz dla starostwa puckiego, starosty Ignacego Przebendowskiego